# Вентуријева цев
Вентуријева цев, по италијанском физичару Ђиованију Батисти Вентури (1746—1822), представља уређај или мерни инструмент за мерење брзине струјања флуида (течност или гас). Према Бернулијевој једначини, укупни притисак у флуиду у покрету је мањи што је проток већи. Насупрот томе, из сазнања о разлици у притиску у текућем флуиду могуће је израчунати брзину протока, тј. брзину тела које је проузроковало његов проток. Ово је принцип који се заснива на Вентури цевима. У ширем делу посуде течност протиче спорије него у уском делу, тако да је шири део већи. Разлика притиска  мери и брзину протока:
{\displaystyle p_{1}-p_{2}={\frac {\rho }{2}}\cdot \left(v_{2}^{2}-v_{1}^{2}\right)}
Вентуријева цев служи за одређивање брзине ваздуха и мерења у ваздушним тунелима. 

## Бернулијева једначина
Бернулијева једначина је основни закон кретања флуида. Она произилази из примене Закона о очувању енергије у протоку флуида. Дакле, сума:
{\displaystyle {\tfrac {1}{2}}\,\cdot \rho \,\cdot v^{2}\,+\,\rho \,\cdot g\,\cdot h\,+\,p\,=\,{\text{konstanta}}\,}
има исту вредност свуда у флуиду који струји хоризонтално, где је p притисак , ρ густина, v брзина флуида у некој тачки, а h висина тежишта попречног пресека флуида у односу на неку хоризонталну равнан. Дакле, тамо где је брзина флуида већа, притисак је мањи, где је брзина флуида нижа, притисак је виши. Многе инжењерске примене постављене су на Бернулијевој једначини, као што је лет авиона : ваздух тече дуж горње закривљене површине крила брже него испод крила, тако да је притисак на доњим површинским крилима већи од горњег, што резултира укупном силом која делује на крила навише што подиже авион.

## Примена
Ејектор је уређај за пуњење и усисавање паре, гаса или течности; служи за вађење ваздуха из кондензатора генератора паре, за проветравање ровова у рудницима и слично. Ради на принципу смањења притиска у суженом делу цеви (Вентуријевој цеви) кроз који тече течност, најчешће пара, вода или ваздух који тече. На пример, у ејектору паре, пара се доводи у ејектор преко пригушног вентила за контролу притиска паре, а тиме и протока паре из млазнице. Млазница се поставља у комору за мешање, где пара струји под притиском. Смеша паре и медијум за исушивање воде теку кроз сужену цев и дифузор у хладњак (кондензатор) или се испуштају у атмосферу. Двостепени и вишестепени ејектори се користе за постизање већег притиска. На исти начин се користе инјектори који служе за снабдевање парних котловима са мањим радним притисцима и капацитетима.
Инјектор у машинству је уређај за напајање парних котлова напојном водом. Ради на истом принципу као и ејектор, има сличан дизајн и нема покретне делове. Због тога је његов рад поуздан, али због ниске енергетске ефикасности користи се за снабдевање нискостишљивим котловима или као помоћно напајање.
У ширем смислу, назив инјектор (бризгалица) веже се у техници уз уређаје или делове уређаја којима се, на пример, инјектира (убризгава) гориво у Отов мотор (бензински мотор) са директним убризгавањем или у дизел-мотор, или пак бетон или цементна смеса у шупљине или структуре тла (убризгавање) и слично.

### Де Лавалова млазница или Лавалова млазница
Де Лавалова млазница или Лавал млазница је млазница која служи за конверзију потенцијалне енергије стишљивих флуида (гасова или пара ) у кинетичку енергију. Млазница је направљена од струјног канала који је прво закривљен у смеру протока (конфузни део) и затим се продужава (део дифузора). Захваљујући повећању брзине флуида у ужем делу канала (вентури цеви), могуће је постићи брзине прехлађења. Ова млазница је битна у изградњи парних и гасних турбина, реактивних млазних и ракетних мотора и млазних компресора.
Мерна пригушница (енгл. orifice plate) јесте мерни инструмент којим се мери проток флуида, запремински проток или масени проток. Мерна пригушница се обично израђује од кружне плоче уметнуте између две цеви. Кружна плоча има отвор мањег пречника од пречника цеви, чиме се сужава површина протока флуида. Попречни пресек узрокује разлику у притиску пре и иза гаса, тј. узрокује пад притиска иза гаса и пад притиска може бити и до 50%. Поред главног мањег пречника, постоји и додатни помоћни отвор за заостали ваздух или гасове и течности. Пригушнице се морају пажљиво израђивати како би се избегли додатни непотребни губици у цевоводима.